# Wincenty Wodzinowski

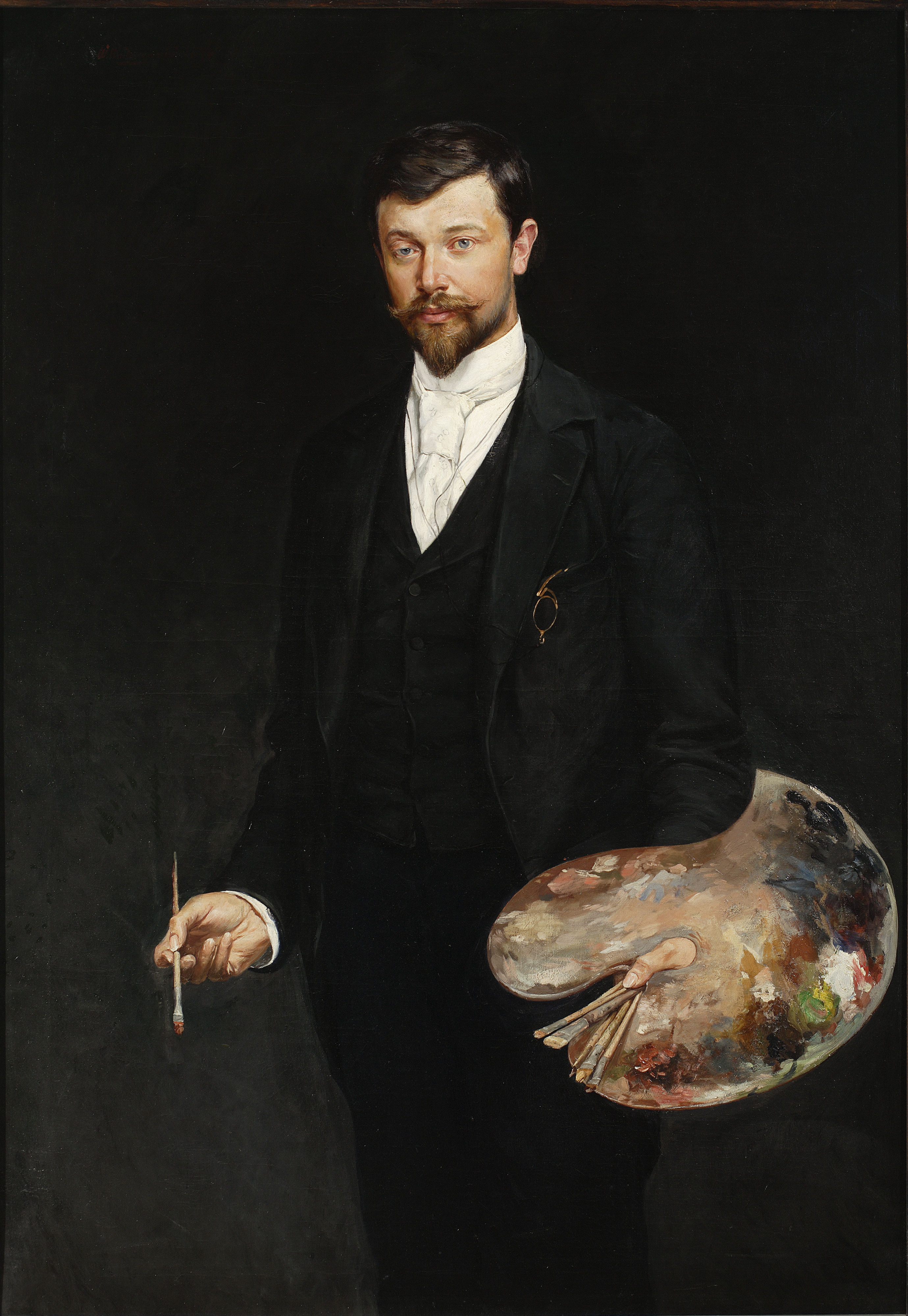
Autoportret (1895)

Wincenty Wodzinowski (ur. 1866 w Igołomi, zm. 5 lipca 1940 w Krakowie) – polski malarz. 

## Życiorys
W latach 1880–1881 studiował w Klasie Rysunkowej u Wojciecha Gersona w Warszawie, w latach 1881–1889 w krakowskiej Szkole Sztuk Pięknych u Leopolda Löfflera, Władysława Łuszczkiewicza i Jana Matejki. W latach 1890–1892 uzupełniał wiedzę w Akademii Sztuk Pięknych w Monachium. W 1892 powrócił do Krakowa, blisko 20 lat (1899–1916) wykładał na Wyższych Kursach dla Kobiet im. Adriana Baranieckiego. W 1894 otrzymał srebrny medal na wystawie w Chicago. 
Malował pejzaże, portrety, kompozycje realistyczne i symboliczne, wiejskie sceny rodzajowe. W późniejszych latach seryjnie powtarzał te same motywy.
W czasie I wojny światowej służył w Legionach Polskich. 1 listopada 1916 został mianowany chorążym kancelaryjnym. Od 1 listopada 1916 do lipca 1917 pełnił służbę w Krajowym Inspektoracie Zaciągu.
W 1923 został wybrany prezesem honorowym Związku Polskich Artystów Plastyków w Krakowie. W styczniu 1927 wszedł obok Jana Rubczaka i Jerzego Winiarza do Komitetu Wykonawczego bojkotu Towarzystwa Przyjaciół Sztuk Pięknych w Krakowie przez środowisko ZPAP, Towarzystwa Artystów Polskich „Sztuka” i Cechu Artystów Plastyków Jednoróg.
Zmarł 5 lipca 1940 w Krakowie. Pochowany na cmentarzu Rakowickim (kwatera VIII-3-17).

## Ordery i odznaczenia
- Krzyż Komandorski Orderu Odrodzenia Polski (10 listopada 1938)[7]
- Krzyż Niepodległości (28 grudnia 1933)[8]
- Krzyż Oficerski Orderu Odrodzenia Polski (30 kwietnia 1927)[9]
- Krzyż Walecznych[3]

## Upamiętnienie
Na krakowskich Azorach (Prądnik Biały) została ustanowiona ulica jego imienia.

## Wybrane dzieła
- Chłop bronowicki
- Dziewczyna wiejska z kogutem
- Na swojską nutę, 1889
- Portret krakowiaka
- Dziewczyna przy oknie, 1903
- Portret ojca, 1890
- Sekrety, 1910
- Kuszenie
- Panorama Racławicka - postać Kościuszki i stroje ludowe

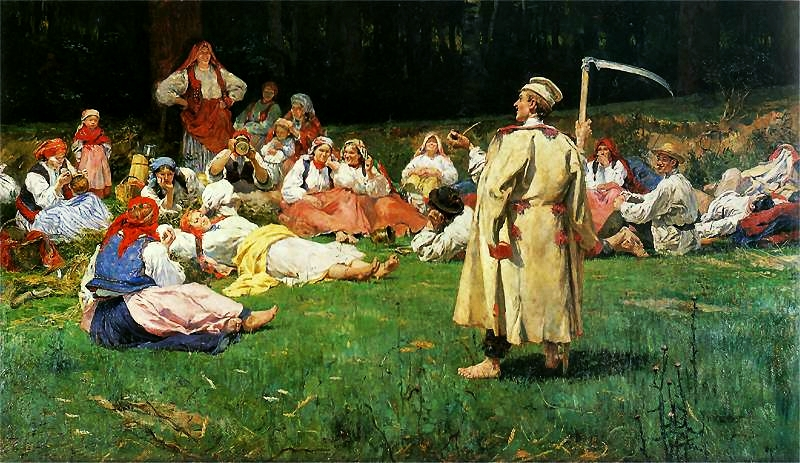
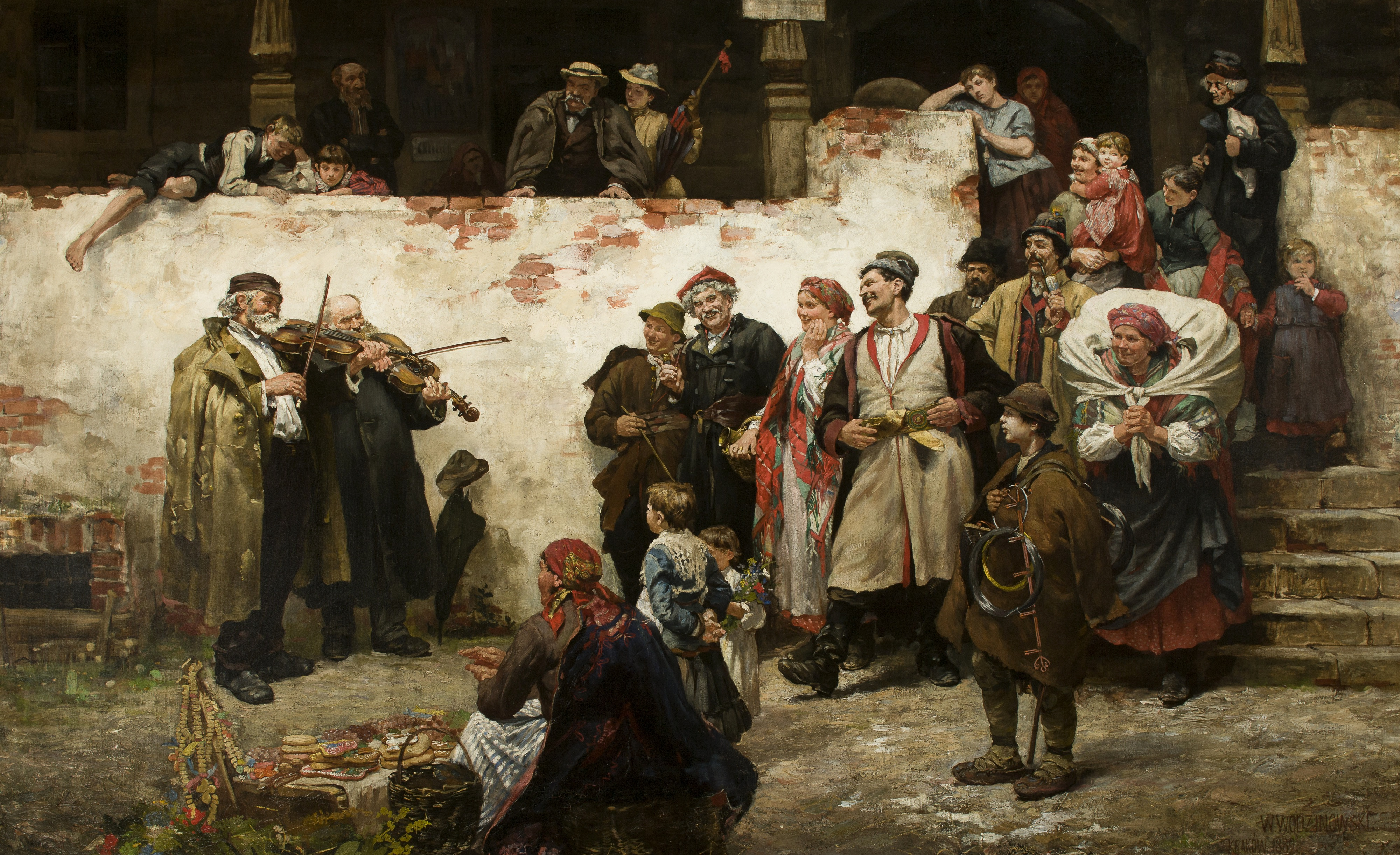
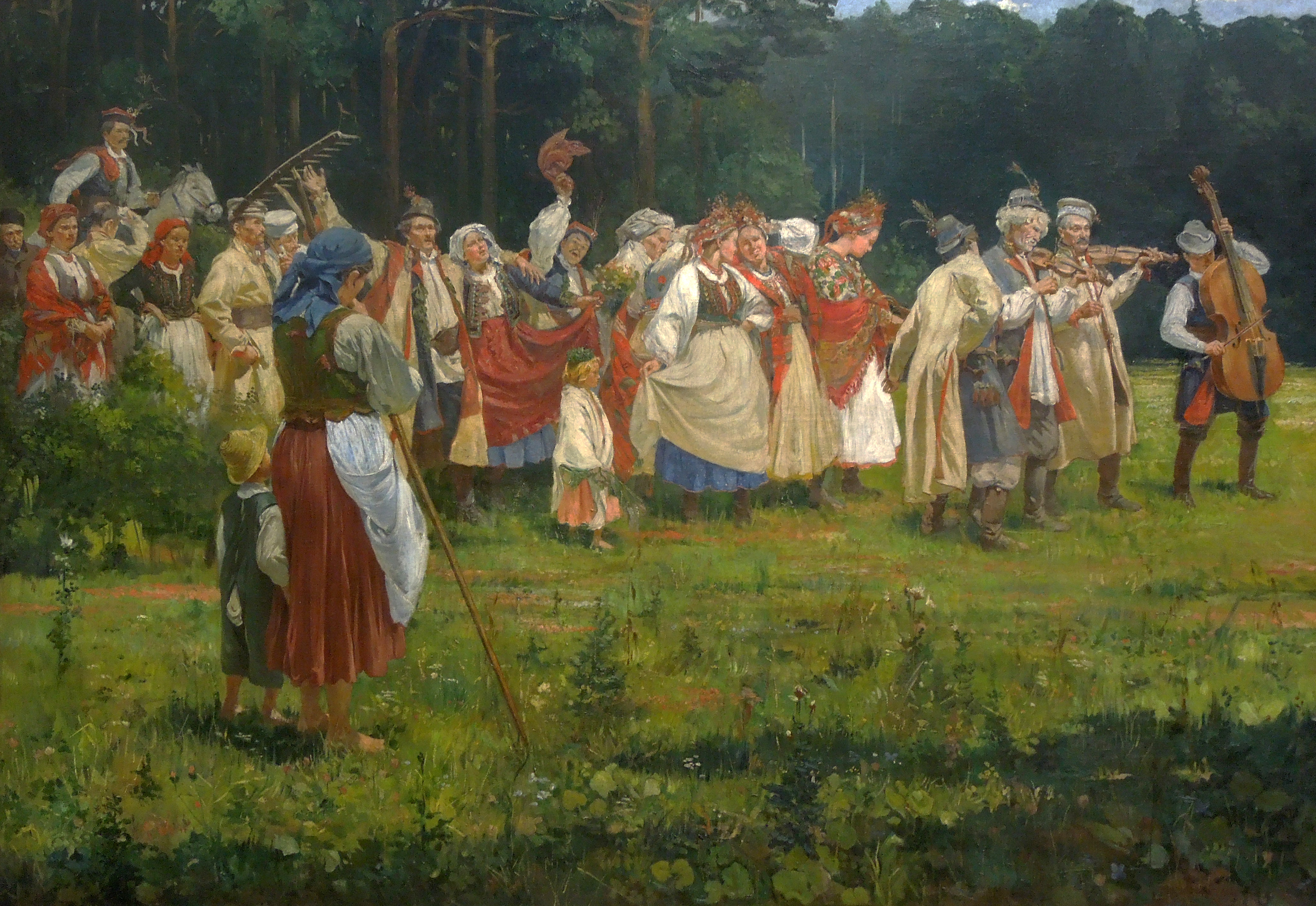
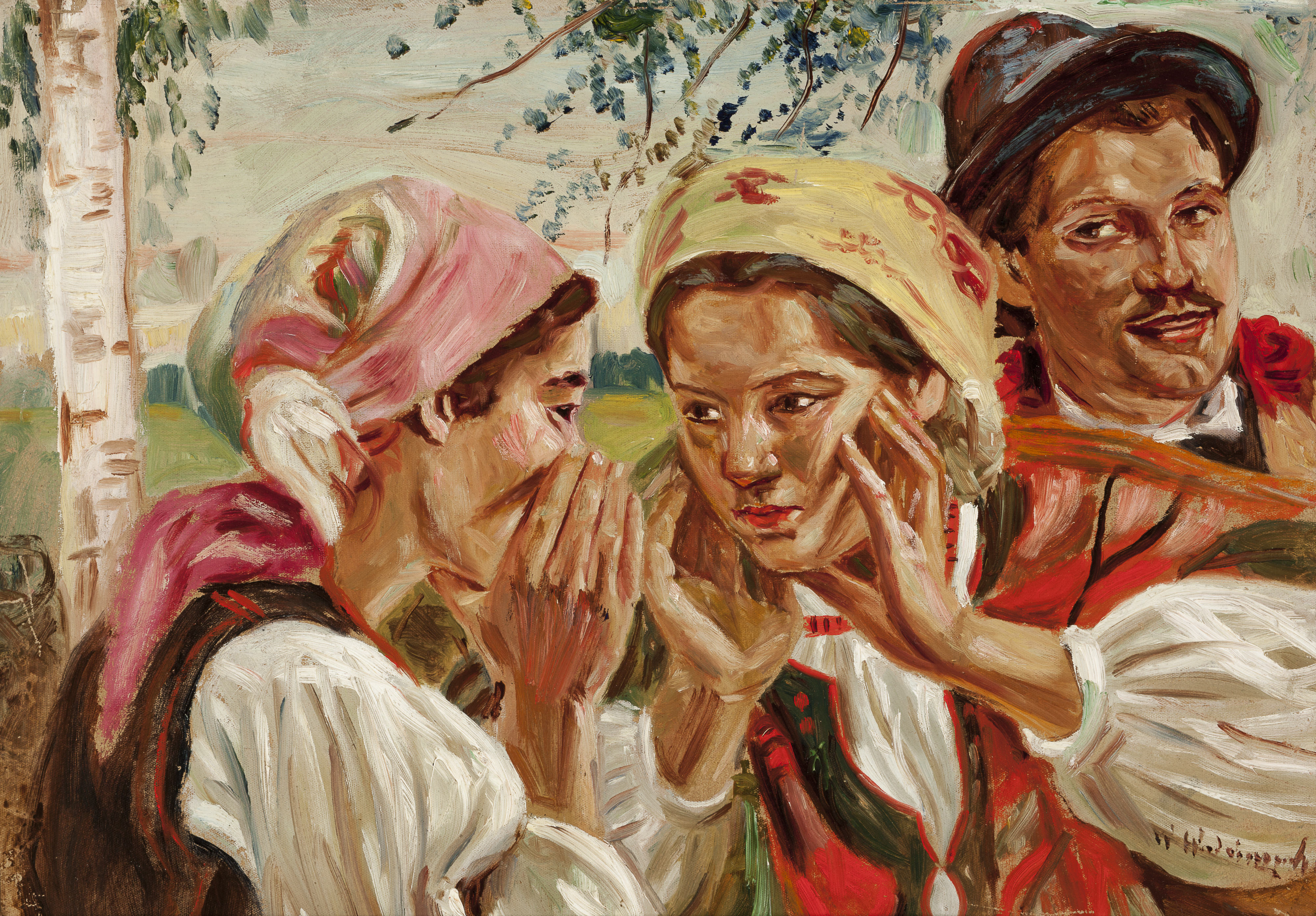
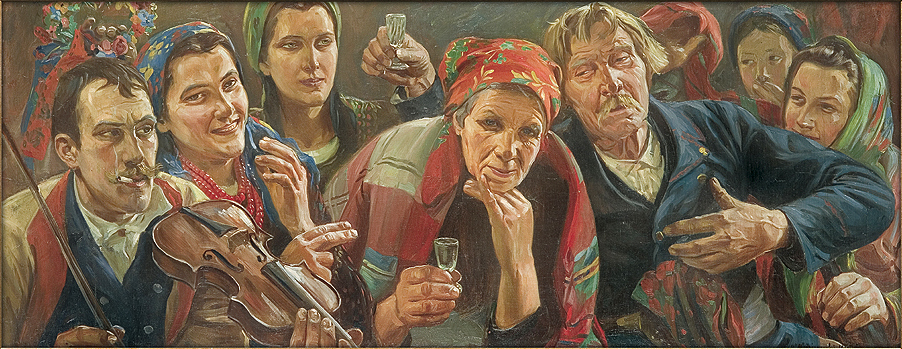
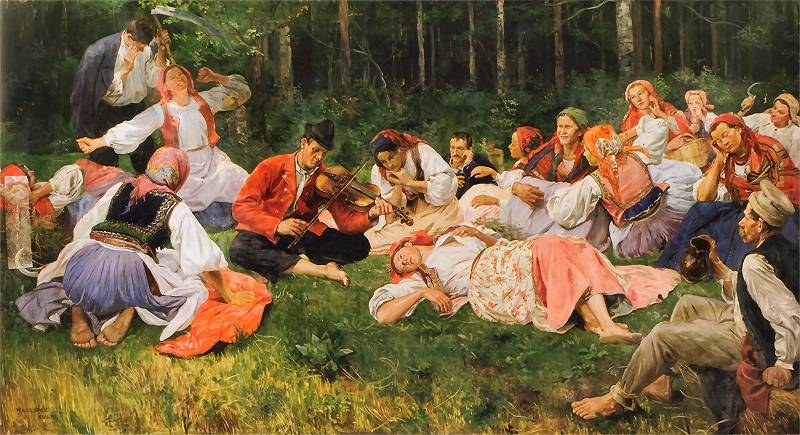
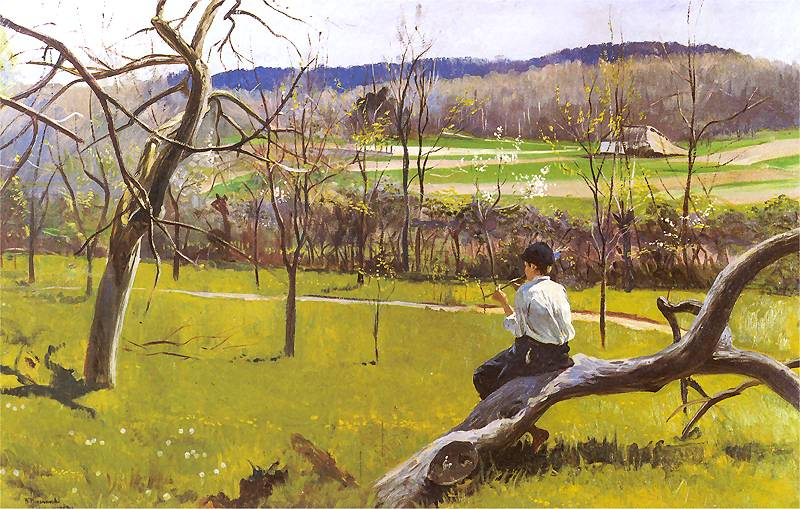